# بومان ۳۶۸۳
سیارک ۳۶۸۳ (به انگلیسی: 3683 Baumann، نامگذاری:1987MA) سه هزار و ششصد و هشتاد و سومین سیارک کشف شده‌است که در ۲۳ ژوئن ۱۹۸۷ کشف شد.
قدر مطلق سیارک برابر ۱۱٫۳۰ است.